# Rozbłysk słoneczny

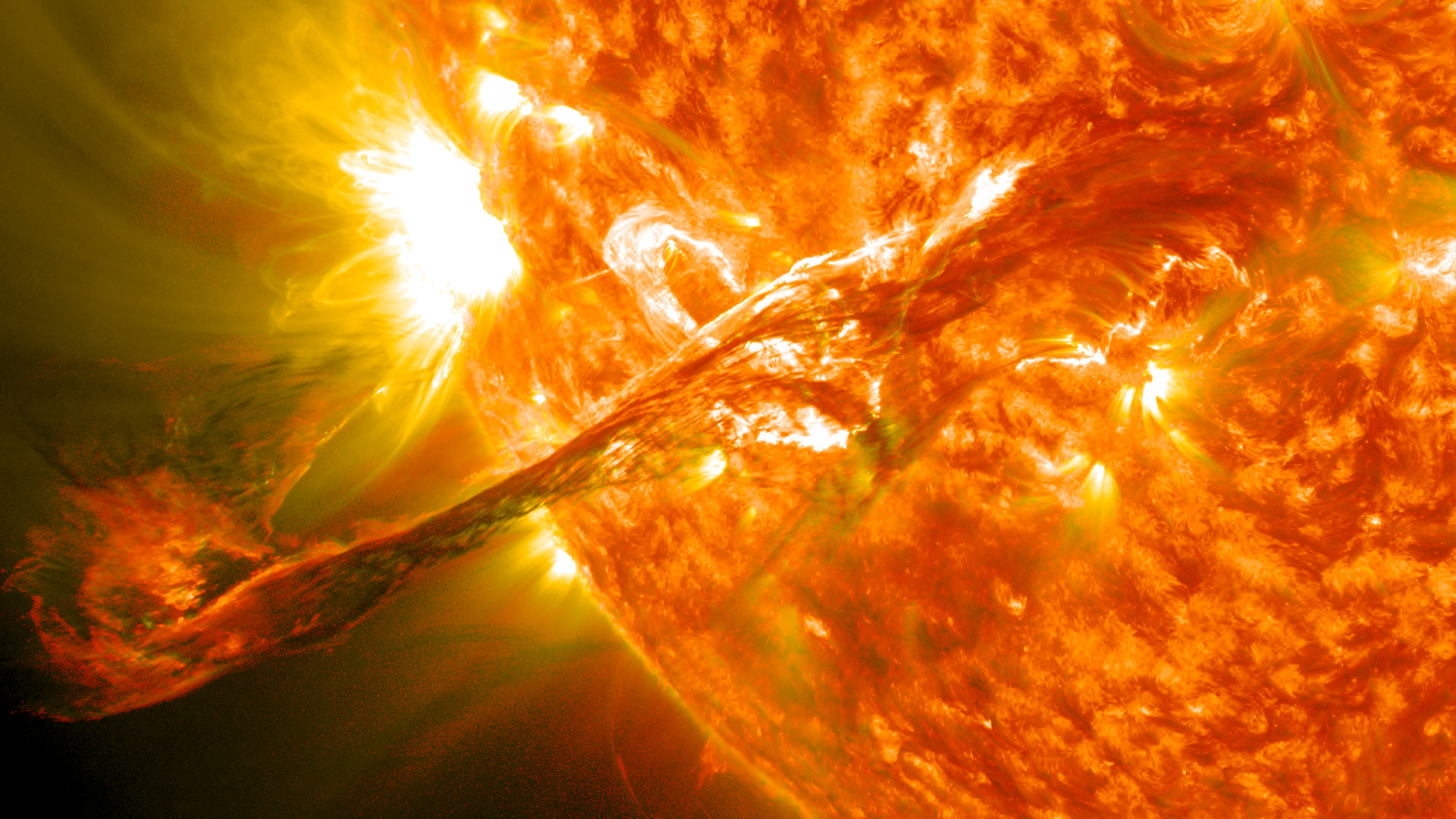
Fragment tarczy słonecznej w dniu 31 sierpnia 2012 roku.

Rozbłysk słoneczny – zespół zjawisk i procesów fizycznych wywołany nagłym wydzieleniem w atmosferze Słońca ogromnej ilości energii spowodowany przez proces anihilacji pola magnetycznego. Energia ta została wcześniej zakumulowana w polach magnetycznych obszarów aktywnych.
Czas trwania rozbłysku waha się od kilkunastu minut dla najsłabszych zjawisk aż do około półtorej godziny w zjawiskach najbardziej intensywnych. Zjawiska tworzące łącznie rozbłysk słoneczny przebiegają we wszystkich warstwach atmosfery słonecznej, a nawet częściowo w fotosferze. Podczas rozbłysku emitowane są ogromne ilości energii w postaci fal elektromagnetycznych (od gamma do radiowych) oraz strumienie cząstek (elektronów, protonów, jonów) o prędkościach dochodzących do 70% prędkości światła w próżni.
Zazwyczaj rozbłysk słoneczny przebiega w kilku fazach, z których najważniejszymi są:
faza impulsowa, podczas której gwałtownie wydzielana energia pól magnetycznych powoduje nagły (rzędu sekund do minut) wzrost natężenia emisji promieniowania elektromagnetycznego, oraz
faza spadku, gdy wydzielanie energii z pól magnetycznych zanika i plazma koronalna stopniowo stygnie.
Z reguły, podczas silnych rozbłysków, dochodzi do znacznej przebudowy lokalnych pól magnetycznych, co wiąże się z powstaniem arkad pętli magnetycznych, erupcjami protuberancji, wyrzutami koronalnymi itp.

## Klasyfikacja rozbłysków

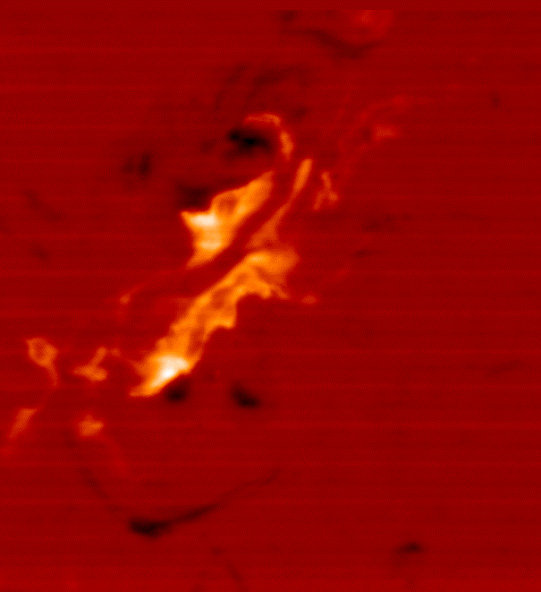
Obraz rozbłysku słonecznego z 28 października 2003 r. wykonany koronografem w linii Hα wodoru. Rozbłysk jest widoczny na tarczy słonecznej jako dwie jasne wstęgi – stąd nazwa jednego z typów rozbłysków – rozbłysk dwuwstęgowy. Stacja obserwacyjna Instytutu Astronomicznego UWr w Białkowie. Źródło: Instytut Astronomiczny UWr

Rozbłyski słoneczne klasyfikuje się na dwa sposoby. Starszy z nich opisuje rozmiar i siłę rozbłysku widzianego na poziomie chromosfery.
Ta klasyfikacja ma charakter dwuwymiarowy i opisuje wzrost jasności powierzchniowej chromosfery oraz rozmiar obszaru objętego pojaśnieniem. Wzrost jasności obserwowany w linii Hα klasyfikowany jest literami F (ang. faint, słaby), N (ang. normal) i B (ang. bright, jasny). Ta część klasyfikacji ma wciąż charakter subiektywny.
Wielkość obszaru objętego pojaśnieniem jest klasyfikowana w skali pięciostopniowej, i oznaczana jest liczbami 1,2,3,4 oraz literą S.
| Klasa ważności | Powierzchnia |
| -------------- | ------------ |
| S              | < 100        |
| 1              | 100-250      |
| 2              | 250-600      |
| 3              | 600-1200     |
| 4              | > 1200       |

Powierzchnia w tabeli jest wyrażona w milionowych częściach widocznej hemisfery. Kombinacja oceny wzrostu jasności i powierzchni daje oznaczenia takie jak 2F, 1N czy SB.
Od czasu gdy wiemy, że rozbłyski dzieją się przede wszystkim w koronie, główny sposób klasyfikacji opiera się na pomiarze maksymalnej jasności rozbłysku w dziedzinie rentgenowskiej. Dotychczasowym standardem jest tu tzw. klasyfikacja GOES, tworzona na podstawie pomiarów satelity o tej nazwie.
Podstawą tej klasyfikacji jest pomiar strumienia emisji rentgenowskiej w zakresie długości fal od 0,1 do 0,8 nanometrów na odległości Ziemi od Słońca. Najsłabsze klasyfikowane zjawiska dają w maksimum strumień na poziomie 10-8 W/m² i uzyskują oznaczenie A, dziesięć razy silniejsze B, kolejne 10 razy silniejsze C, potem M i najsilniejsze X (co odpowiada poziomowi strumienia 10-4 W/m²). Klasyfikacja ma charakter ciągły, litery mają sens rzędu wielkości do których dodaje się liczbę opisującą ile razy obserwowany strumień jest większy od dane rzędu. Oznacza to, że np. rozbłysk klasy M3 jest trzy razy silniejszy od rozbłysku klasy M1 i jego strumień rentgenowski w maksimum jasności wynosił 3×10-5 W/m².
Rozbłyski silniejsze niż X10 występują bardzo rzadko i niekiedy używa się dla nich oznaczenia Y, wtedy oznaczenie Y2 jest równoważne X20.

## Najsilniejsze rozbłyski
Lista dziesięciu największych rozbłysków słonecznych zarejestrowanych od 1976 r. (od czasu ciągłej rejestracji strumienia rentgenowskiego ze Słońca).
| Nr | Data       | Klasa rentgenowska                   |
| -- | ---------- | ------------------------------------ |
| 1  | 04/11/2003 | X28.0+(według niektórych danych 40+) |
| 2  | 02/04/2001 | X20.0                                |
| 2  | 16/08/1989 | X20.0                                |
| 3  | 28/10/2003 | X17.2                                |
| 4  | 07/09/2005 | X17.0                                |
| 5  | 06/03/1989 | X15.0                                |
| 5  | 11/07/1978 | X15.0                                |
| 6  | 15/04/2001 | X14.4                                |
| 7  | 24/04/1984 | X13.0                                |
| 7  | 19/10/1989 | X13.0                                |